# NMR管

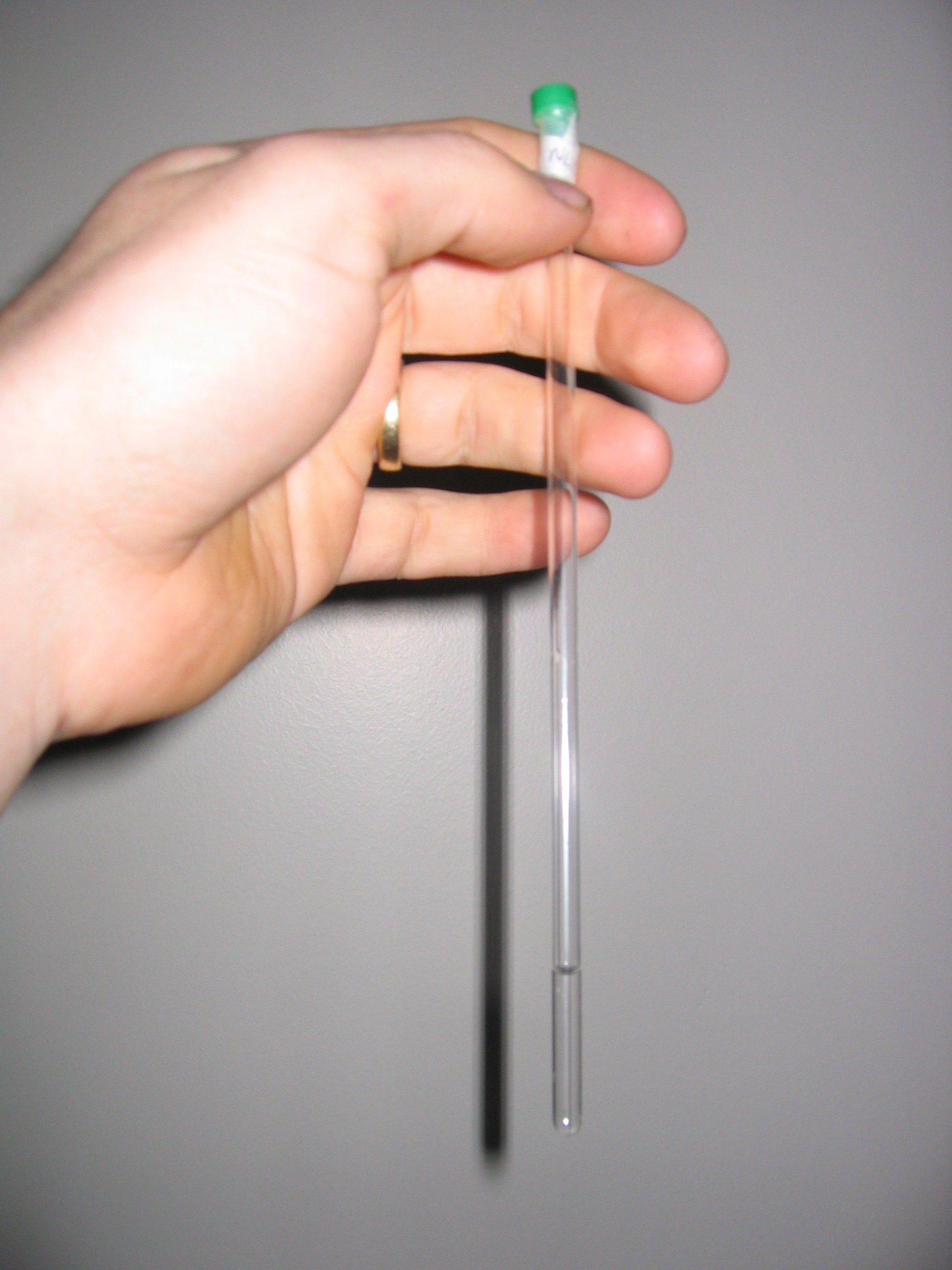
NMR管、無色透明のサンプル溶液が入っている

NMR管（NMRかん、NMR tube）は、核磁気共鳴分光法（NMR）において、サンプルを入れるのに使うガラス製の管である。一般なNMR管の直径は 5 mmであるが、10 mmと 3 mmのものも市販されている。NMR管がぐらつくことなく一定速度で回転するよう、ガラスは均整のとれた一様な厚さになっていることが重要である。

## サンプルの調製

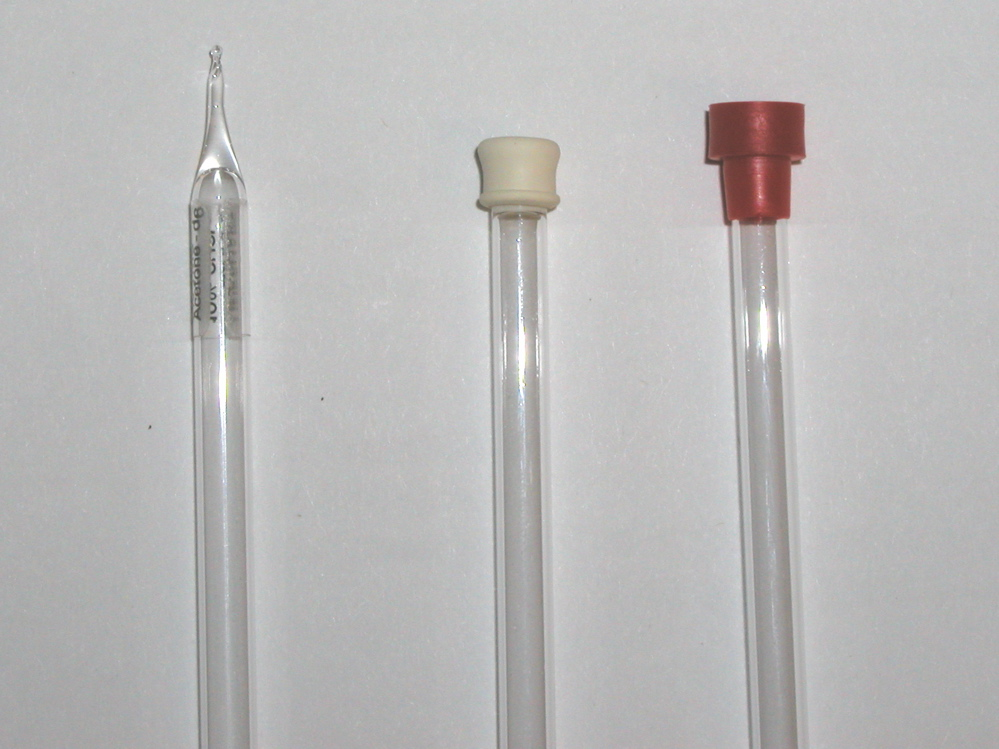
左から、炎で閉じたもの、セプタム、ポリエチレン製キャップで閉じたNMR管

ふつう、少量のサンプルを適当な溶媒に溶かして測定を行う。1H NMRではCDCl3のような重水素化された溶媒を使い、溶液はNMR管に4 - 5 cmの高さに入れる。タンパク質のNMRでは90% H2O（または緩衝液）/10% D2Oの混合溶媒を使って行う。
溶けにくいサンプルは超音波攪拌器や超音波洗浄機を使うなどして溶解させ、溶解しなかった固体は、セライトなどの濾過材で濾過して取り除いておく。できあがったサンプル(試料溶液)はパスツールピペットなどを使って直接NMR管に流し込む。
NMR管はふつうポリエチレン製キャップで封をするが、炎でガラスを溶かして閉じたり、テフロン製のシュレンク管や小さいゴム製のセプタムで栓をしたりもする。また、溶媒の蒸発を防ぐためにキャップの周りにパラフィルムを巻くこともある。

## 洗浄

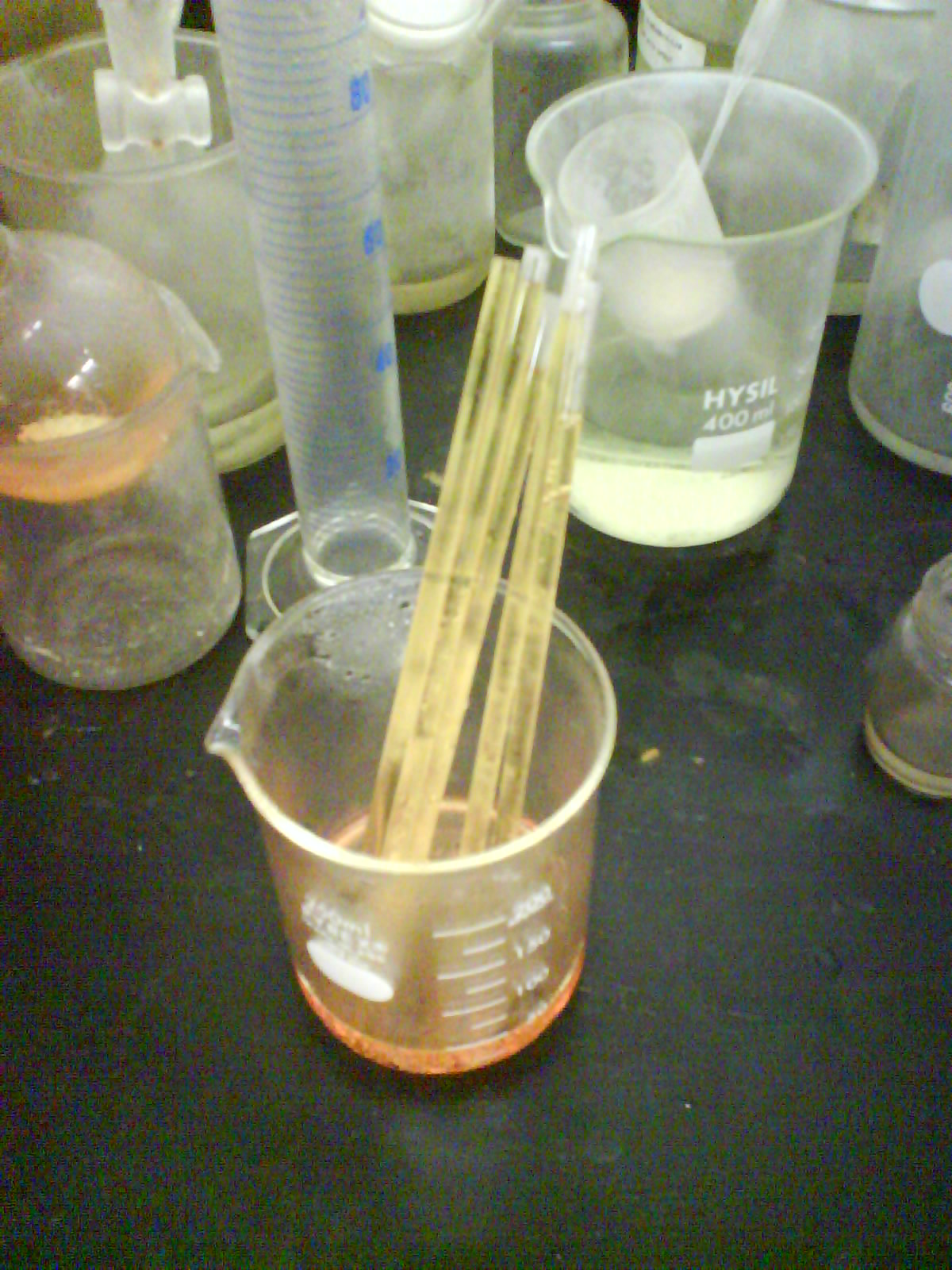
NMR管に王水を入れて残留した有機化合物を落としている。

NMR管クリーナー。1: NMR管、2: 汚れ、3: NMR管キャップ、4: NMR管キャップが真空密封を作る、5:洗浄管はNMR管の中に収まる、6: 洗浄液を貯蔵する管、7: 洗浄液、8: アスピレーターへ接続、9: 使用済み洗浄液
.

NMR管はその穴の細さのため、洗浄するのが困難である。
洗浄は、始めに同じ溶媒（重水素化されていない）でゆすぎ洗いする。ジクロロメタンは一般的なNMRの溶媒であるクロロホルムと極性が近く、またアセトンはたいていの有機化合物を溶かし込むため、ジクロロメタンとアセトンを洗浄に使える。超音波やパイプクリーナーでの擦り洗いによって固体の汚染物質を落としてもよい。王水またはピラニア溶液（H2O2/H2SO4）の酸化剤での洗浄が必要になることもある。クロム酸溶液は、管内に残留した常磁性クロムがNMR測定に干渉するため使うことはできない。
NMR管が綺麗になったら蒸留水とアセトンで3回すすぎ、空気乾燥または低温でオーブン乾燥させる。

### NMR tube cleaner
危険な酸化剤を使う洗浄法に代わって、左図のNMR管クリーナーが市販されている。これはアスピレーターと組み合わせてNMR管の中を溶液または洗浄液が勢いよく流れるようにした装置である。
NMR管 1 （管の底にキャップ 3 をはめる）の底を上にして装置にセットすると、洗浄液を貯蔵する管に繋がった管 5 がNMR管の中に入る。キャップは外側の管に乗り 4 、アスピレーターで引くことによって減圧状態ができる。すると、洗浄液 7 が勢いよくNMR管の中を流れて排出 9 される。